# حجر النحل
حجر نخيل هي قرية وجماعة قروية تقع في عمالة طنجة أصيلة بجهة طنجة تطوان الحسيمة، المغرب، وبلغ عدد سكانها 9792 نسمة حسب الإحصاء العام للسكان والسكنى لسنة 2014.